# Междуречье (рельеф)
Междуре́чье — местность, расположенная между двумя смежными реками. Включает в себя водораздельное пространство и склоны сопредельных речных долин.
Термин «Междуречье» применяется главным образом по отношению к равнинным территориям.
Поверхность междуречья обычно слабо затронута эрозионным расчленением (уклоны не превышают 3—4 градусов). Для междуречий характерны плакорные почвы и растительность, встречаются озёра, верховые болота, западины.
В горной местности встречаются различные виды междуречий — острые гребни и пики, плоские водоразделы, которые граничат с крутыми склонами, выпуклые, имеющие наклон в одну сторону. В приводораздельной части междуречий может сохраняться древний рельеф различного возраста и происхождения.

## Исторические междуречья
- Самым известным междуречьем в истории земных цивилизаций является Месопотамия между реками Тигр и Евфрат, по среднему и нижнему их течению.
- В междуречье находилась историческая область Мавераннахр в Центральной Азии. На арабском языке это слово обозначает междуречье, страну, которая находится за рекой, между реками.
- Аргентинское Междуречье — природная область в Аргентине (провинции Коррьентес и Энтре-Риос), в междуречье Параны и Уругвая[3].

## Топонимика
Слово «Междуречье» , как характерный гидрографический признак, входит в состав многих простых или сложных географических названий России.
- Междуреченск — город в Кемеровской области
- Междуреченск — посёлок городского типа в Удорском районе Республики Коми
- Междуреченск — посёлок городского типа в Сызранском районе Самарской области
- Междуреченский — посёлок в Пинежском районе Архангельской области
- Междуреченский — посёлок городского типа в Кондинском районе Ханты-Мансийского автономного округа
- Междуреченский — хутор в Павловском районе Краснодарского края
- Междуреченский район в Вологодской области (районный центр — село Шуйское)
- Междуречье — посёлок в Кольском районе Мурманской области
- Междуречье — село в Алатырском районе Чувашской Республики (Междуреченское сельское поселение Алатырского района)